# P-36 Hawk
Curtiss P-36 Hawk a fost un avion de vânătoare american al anilor 1930 și 1940, contemporan al avioanelor Hawker Hurricane și Messerschmitt Bf 109, monoplan, cu motor radial.
Este mai cunoscut ca predecesor al avionului Curtiss P-40 Warhawk, a fost folosit doar limitat în luptă, fiind folosit mai mult de francezi, de British Commonwealth, unde a fost cunoscut cu numele Mohawk, de chinezi în anii (1937–1945) și de finlandezi împotriva sovieticilor. 
Bibliografie
- Bowers, Peter M. Curtiss Aircraft, 1907-1947. Annapolis, Maryland: Naval Institute Press, 1979. ISBN 0-87021-152-8.
- Bowers, Peter M. The Curtiss Hawk 75: Aircraft in Profile No. 80. London: Profile Publications, 1966.
- Bridgwater, H.C. Combat Colours Number 3: The Curtiss P-36 and P-40 in USAAC/ USAAF Service 1939-1945. Bletchley, Buckinghamshire, UK: Guideline Publications Ltd., 2001. ISBN 0-9539040-5-9.
- Dean, Francis H. and Dan Hagedorn. Curtiss Fighter Aircraft: A Photographic History 1917-1948. Atglen, PA: Schiffer Publishing, 2007. ISBN 0-7643-2580-9.
- Fleischer, Seweryn and Jiri Chodil. Curtiss P-36 Hawk, Cz.3 (Monograpfie Lotnicze 63) (in Polish). Gdańsk, Poland: AJ-Press, 2000. ISBN 83-7237-038-9.
- Green, William. War Planes of the Second World War, Volume Four: Fighters. London: MacDonald & Co. (Publishers) Ltd., 1961 (Sixth impression 1969). ISBN 0-356-01448-7.
- Green, William and Gordon Swanborough. WW2 Aircraft Fact Files: US Army Air Force Fighters, Part 1. London: Macdonald and Jane's Publishers Ltd., 1977. ISBN 0-356-08218-0.
- March, Daniel J., ed. British Warplanes of World War II. London: Aerospace Publishing, 1998. ISBN 1-874023-92-1.
- Padin, Jorge Núñez, ed. Curtiss Hawk (Serie Fuerza Aérea Argentina: No. 5) (in Spanish). Bahía Blanca, Argentina: Fuerzas Aeronavales, 1999.
- Persyn, Lionel. Les Curtiss H-75 de l'armée de l'Air (in French). Outreau, France: Éditions Lela Presse, 2007. ISBN 2-914017-46-4.
- Rys, Marek. Curtiss P-36 Hawk, Cz.1 (Monograpfie Lotnicze 61) (in Polish). Gdańsk, Poland: AJ-Press, 2000. ISBN 83-7237-036-2.
- Rys, Marek and Seweryn Fleischer. Curtiss P-36 Hawk, Cz.2 (Monograpfie Lotnicze 62) (in Polish). Gdańsk, Poland: AJ-Press, 2000. ISBN 83-7237-037-0.
- Shores, Chris. "The RAF's Little Indians". Air Enthusiast, Twenty-three, December 1983-March 1984. Bromley, UK:Fine Scroll. ISSN 0143-5450. pp. 1–9.
- Swanborough, Gordon and Peter M. Bowers. United States Military Aircraft Since 1909. London:Putnam, 1963.
- Swanborough, Gordon and Peter M. Bowers. United States Military Aircraft Since 1909. Washington, DC: Smithsonian, 1989. ISBN 0-87474-880-1.
- Thomas, Andrew. "Indians Over Africa: Curtiss Mohawks in SAAF Service". Air Enthusiast, No. 107, September/October 2003, pp. 66–69.
- United States Air Force Museum Guidebook. Wright-Patterson AFB, Ohio: Air Force Museum Foundation, 1975.